# رون جورج (سياسي)
رون جورج (بالإنجليزية: Ron George)‏ هو سياسي أمريكي، ولد في 30 أغسطس 1953 بسيراكيوز في الولايات المتحدة. حزبياً، نشط في الحزب الجمهوري. وقد انتخب عضو مجلس النواب لولاية ماريلند.